# Aleurodicus antidesmae
Aleurodicus antidesmae là một loài côn trùng cánh nửa trong họ Aleyrodidae, phân họ Aleurodicinae.
Aleurodicus antidesmae được Corbett miêu tả khoa học đầu tiên năm 1926.